# Aspitha leander
Espèce
Synonymes
- Yanguna leander Boullet, 1912

Aspitha leander est une espèce de lépidoptères de la famille des Hesperiidae, de la sous-famille des Pyrginae et de la tribu des Pyrrhopygini.

## Dénomination
Aspitha leander a été décrit par Eugène Boullet en 1912 sous le protonyme de Yanguna leander sur la base d'un spécimen mâle collecté dans les environs de Muzo (département de Boyacá, Colombie) à 800 m d'altitude.

### Nom vernaculaire
Aspitha leander se nomme Leander Firetip en anglais.

## Description
Aspitha leander est un papillon au corps trapu marron, aux côtés du thorax marqués de lignes de poils orange. 
Les ailes sont de couleur marron avec dans leur partie basale une grande plage orange. Les ailes antérieures sont barrées de deux étroites bandes blanches veinées.
Le revers est semblable.

## Écologie et distribution
Aspitha leander est présent dans le Sud-Est du Mexique et en Colombie,.

### Protection
Pas de statut de protection particulier.

## Publication originale
- Eugène Boullet, « Description d'un nouvel Hespéride [Lep.] », Bulletin de la Société entomologique de France, Paris, vol. 1912,‎ 1912, p. 92 (ISSN 0037-928X, lire en ligne, consulté le 24 janvier 2021).